# Пестовская улица (Великий Новгород)
Песто́вская — улица в Великом Новгороде. Находится в северной части Торговой стороны, на территории бывшей Никольской слободы.
Начинается от вала Окольного города (перекрёсток с Заставной) и проходит в северном направлении до Московской улицы. Протяжённость — 460 м.
В XIX—XX вв. называлась Ново-Котельницкая.
В апреле 1946 года получила современное название по одному из райцентров Новгородской области городу Пестово.
Застроена многоквартирными жилыми домами. На Пестовской расположен Отдел полиции № 1 УМВД России по Великому Новгороду.